# Game of the Year
Game of the Year (Spel van het Jaar, soms afgekort tot GOTY) is een titel of prijs die door websites of tijdschriften wordt uitgereikt aan het computerspel dat volgens hen het beste is van dat jaar. Vaak worden er ook nog kleinere prijzen uitgereikt voor spellen uit bepaalde genres, zoals Best Strategy Game of the Year (Beste strategiespel van het jaar). Er worden soms ook prijzen per maand uitgereikt; dit zijn Game of the Month-prijzen.
Deze titel wordt vaak bepaald door de redactie van de website of tijdschrift maar het is ook mogelijk dat lezers kunnen stemmen op spellen uit een selectie die door de redactie is gemaakt.
De ontwikkelaars van het spel dat tot Game of the Year is benoemd krijgen normaal gesproken geen tastbare beloning voor het behalen van deze titel. Het is voornamelijk de eer van het behalen van zo'n Game of the Year-prijs waarmee de ontwikkelaars beloond worden.
Soms is dit voor een ontwikkelaar een reden om hetzelfde spel uit te geven met meer inhoud.